# Colymbetes dolabratus
Colymbetes dolabratus – gatunek wodnego chrząszcza z rodziny pływakowatych i podrodziny Colymbetinae.

## Taksonomia
Gatunek ten opisany został w 1798 roku przez Gustafa von Paykulla jako Dytiscus dolabratus.

## Opis

### Owad dorosły
Chrząszcz o przypłaszczonym, w zarysie zaokrąglonym ciele długości od 12,5 do 16,8 mm. Pokrywy mają po 12–13 rowków na milimetr i żółto ubarwione epipleury. Zaokrąglony wyrostek przedpiersia jest pośrodku szeroko wypukły, na szczycie tępy, a w widoku bocznym za biodrami nieco ku górze odgięty. Skrzydełka zapiersia są szerokie. Stosunek długości do szerokości tylnego uda mieści się w zakresie od 3,4 do 4. Ubarwienie owego uda jest jasne z wyraźnym przybrązowieniem. Szerokość przednich stóp samców wynosi od 0,5 do 0,73 mm. Edeagus ma długość od 3,4 do 3,9 mm.

### Larwa
Larwa pierwszego stadium osiąga od 4,6 do 8,5 mm długości ciała. Wierzch ma jasnobrązowy. Głowa jej jest bardzo duża i szeroka, ma od 1,3 do 1,35 mm długości, od 1,25 do 1,3 mm szerokości, jednolicie brązowawy wierzch i równomiernie zakrzywione ku nasadzie brzegi boczne. Głaszczki szczękowe mają węższe niż u innych przedstawicieli rodzaju człony. Odwłok ma ostatni segment krótszy niż u innych przedstawicieli rodzaju.
Larwa drugiego stadium osiąga od 8,5 do 13,9 mm długości ciała. Głowa jej ma od 1,45 do 2,14 mm długości, od 1,9 do 2 mm szerokości, boki równoległe lub nieco ku przodowi zbieżne i od 7 do 11 kolców na skroniach. Wierzch głowy jest brązowy do ciemnobrązowego z oliwkowym połyskiem i bardzo słabo zaznaczonymi jaśniejszymi plamkami. Żuwaczki są krótsze niż u C. paykulli i C. striatus, pozbawione ząbków i nabrzmiałości na krawędziach wewnętrznych, a ostatni segment odwłoka krótszy niż u wspominanych gatunków.
Larwa trzeciego stadium osiąga od 14 do 25,8 mm długości ciała. Wierzch ma brązowożółty do prawie czarniawobrązowego, z ciemniejszą głową. Jej głowa ma od 2,75 do 3,25 mm długości i bardzo słabo zaznaczone jamki tentorialne na spodzie. Żuwaczki są krótsze niż u C. paykulli i C. striatus, na krawędziach wewnętrznych pozbawione ząbków, niekiedy z bardzo małymi nabrzmiałościami. Głaszczki szczękowe mają słabiej wydłużone człony niż u wspominanych gatunków.

## Rozprzestrzenienie
Owad rozsiedlony wokółpolarnie, od strefy borealnej po arktyczną. W Europie znany z Islandii, północnej Skandynawii (Norwegia, Szwecja, Finlandia) i północnej Rosji. W Azji występuje na północy Syberii aż po Kamczatkę na wschodzie. W Kanadzie rozmieszczony od Jukonu i strefy alpejskiej w północnej Kolumbii Brytyjskiej na zachodzie, przez Terytoriów Północno-Zachodnie, północny skraj Manitoby i północ Quebecu po północną Nową Fundlandię. Dawniej podawany był z południa Nowej Fundlandii i Labradoru, jednak rekordy te odnoszą się prawdopodobnie do Colymbetes sculptilis. W Stanach Zjednoczonych znany z Alaski. Na Grenlandii jest największym, jednym z najpospolitszych i najszerzej rozprzestrzenionych chrząszczy. Występuje na wybrzeżach jak i w głębi lądu, od Kap Farvel na południu po Upernavik na zachodnim wybrzeżu i Clavering na wschodnim.
Dawniej wyróżniano podgatunki: na Islandii C. d. thomsoni, na Grenlandii i w arktycznej Ameryce Północnej C. d. groenlandicus, a w pozostałej części zasięgu i w kontynentalnej Ameryce Północnej C. d. dolabratus.
Zasięg pionowy tego gatunku przekracza 1000 m n.p.m.

## Biologia i ekologia
Gatunek eurytopowy, zasiedla jeziora, stawy, torfowiska, bagna i inne zbiorniki wodne, przy czym preferuje takie z bogatą szatą roślinną. 
Dorosłe chrząszcze dobrze latają. Latem imagines występują wraz z larwami, natomiast na zimę wybierają zbiorniki nie zamarzające do samego dna, w których hibernują. W przypadku Grenlandii są to zbiorniki o głębokości powyżej 3 metrów. Dorosłe bywają jednak również widywane zimą, gdyż przywabiają je przeręble, do których podpływają celem odnowienia zapasów powietrza atmosferycznego. Ich ruchy są wówczas bardzo powolne. Cykl życiowy może być jednoroczny lub dwuletni. W drugim przypadku zimują również, a na Islandii wręcz głównie larwy. Przepoczwarczenie następuje na lądzie, w jamkach wykopanych pod mchem, w bezpośrednim sąsiedztwie zbiornika wodnego.